# Вільне (Полтавський район)
Ві́льне —  село в Україні, у Машівській селищній громаді Полтавського району Полтавської області. Населення становить 125 осіб. До 2017 орган місцевого самоврядування — Новотагамлицька сільська рада.

## Географія
Село Вільне знаходиться на правому березі річки Тагамлик, вище за течією на відстані 0,5 км розташоване село Латишівка, нижче за течією на відстані 1,5 км розташоване село Новий Тагамлик, на протилежному березі - село Огуївка. Річка в цьому місці звивиста, утворює стариці та заболочені озера.

## Історія
12 червня 2020 року, відповідно до розпорядження Кабінету Міністрів України № 721-р «Про визначення адміністративних центрів та затвердження територій територіальних громад Полтавської області», село увійшло до складу Машівської селищної громади.
19 липня 2020 року, в результаті адміністративно - територіальної реформи та ліквідації Машівського району, село увійшло до складу новоутвореного Полтавського району.